# 堀越元義
堀越 元義（1880年〈明治13年〉2月13日- 1932年〈昭和22年〉6月8日）は、日本の柔術家、接骨医である。

## 経歴
土佐藩主の山内遠江守の家老職である堀越金一郎長道の長男として1880年2月13日（明治13年）に生まれる。父の堀越金一郎長道は槍術と弓術に秀でており、明治維新の際に戊辰戦争で武功を挙げた。
堀越元義は大阪で矢野武一彪影斎の道場に入り楊心流柔術を学び、最高弟として奥儀を極め免許皆伝を授けられた。
日露戦争後に上京して小石川大門町、指ヶ谷町、福山町等に転々と道場を移し子弟の武術指導に力を入れた。後に東京市芝区三田に拠点を移した。
1934年（昭和9年）大日本武徳会より柔道教士の称号を授かった。
大阪で矢野武一彪影斎から学んだ楊心流柔術は秋山四郎兵衛の系統である。堀越元義は古武道振興会に加盟しており古武道型奉納大会などで楊心流柔術の型を演武している。